# Birutė Kalėdienė
Birutė Kalėdienė (de soltera, Zalogaitytė; n. 2 de noviembre de 1934) fue una atleta soviética especializada en la prueba de lanzamiento de jabalina, en la que consiguió ser subcampeona europea en 1958.

## Carrera deportiva
En el Campeonato Europeo de Atletismo de 1958 ganó la medalla de plata en el lanzamiento de jabalina, llegando hasta los 51.30 metros, siendo superada por la checoslovaca Dana Zátopková (oro con 56.02 m que fue récord de los campeonatos) y por delante de la alemana Jutta Neumann (bronce con 50.50 metros).